# Sibenets labyrint
 Der er for få eller ingen kildehenvisninger i denne artikel, hvilket er et problem. Du kan hjælpe ved at angive troværdige kilder til de påstande, som fremføres i artiklen.

Sibenets Labyrint eller Laterale Masse består af en antal tyndvægget cellulære huller, sibenscellerne, opdelt i tre grupper; anterior, midten og posterior, og indskudt mellem to vertikale knogleplader. Den laterale plade former en del af øjenhulen, den mediale plade danner en del af næsehulen. 